# Герстенберг, Вальтер
Вальтер Герстенберг (нем. Walter Gerstenberg; 26 декабря 1904, Хильдесхайм — 26 октября 1988, Тюбинген) — немецкий музыковед
 и музыкальный педагог.

## Биография
Вальтер Герстенберг начиная с 1924 года изучал музыковедение в Берлине у Германа Аберта, Фридриха Блюме и Курта Закса, затем с 1926 года в Лейпциге у Теодора Кройера и Хермана Ценка.
В 1929 году Герстенберг защитил диссертацию, посвящённую клавирной музыке Доменико Скарлатти. В течение трёх лет работал ассистентом в Институте музыкознания и Музее музыкальных инструментов при Лейпцигском университете.
В 1932 году последовал за своим учителем и наставником Кройером в Кёльнский университет, в 1935 году габилитирован.
С 1941 года экстраординарный, с 1946 года ординарный профессор Ростокского университета, одновременно в 1946—1948 гг. исполнял обязанности директора Ростокской Высшей школы музыки.
В 1948—1952 гг. профессор Свободного университета Берлина, в 1952—1970 гг. Тюбингенского университета (за вычетом 1958 года, когда Герстенберг преподавал в Хайдельбергском университете). Среди его учеников, в частности, Вольфганг Бурде.
С 1970 года в отставке. В 1974 году был удостоен звания Почётного доктора Зальцбургского университета. В 1964—1978 гг. возглавлял Международное шубертовское общество.
Занимался изучением творчества Моцарта и Шуберта, участвовал в издании сочинений Иоганна Себастьяна Баха, продолжал начатое его предшественниками издание трудов Людвига Зенфля и Адриана Вилларта.